# 内田司馬彦
内田 司馬彦（うちだ しばひこ　1870年（明治3年）1月20日 – 1928年（昭和3年）12月29日）は、日本の裁判官。

## 略歴
1870年、熊本県山本郡山本村（現・熊本市北区植木町）にて出生。
明治法律学校卒業後、佐賀、名古屋、京都などの地方裁判所検事を経て、松江、福井、鹿児島の各地方裁判所検事正を歴任。後に大審院検事となる。
1928年、死去。59歳。

## 栄典
- 1926年（大正15年）5月1日 - 正四位[1]

## 参考
- 『法律論叢 第68巻、第3～6号』（明治大学　1996）